# Mariano Escobedo (kommun)
Mariano Escobedo är en kommun i Mexiko.   Den ligger i delstaten Veracruz, i den sydöstra delen av landet, 210 km öster om huvudstaden Mexico City.
Följande samhällen finns i Mariano Escobedo:
- Palmira
- Mariano Escobedo
- Chicola
- Loma Grande
- Texmola
- San Isidro el Berro
- El Mirador
- Texmalaca
- Frijolillo
- Xiquila
- Colonia Ejidal
- Monte Grande
- Ocoxotla
- San Baltazar
- Los Naranjos
- San José Pilancón
- Temaxcaltitla
- El Tuzal
- La Cieneguilla
- La Loma
- El Asoleadero
- Villahermosa
- El Recreo
- El Manzano
- Paso Ganado
- San Antonio
- Buenos Aires